# Peder Gram

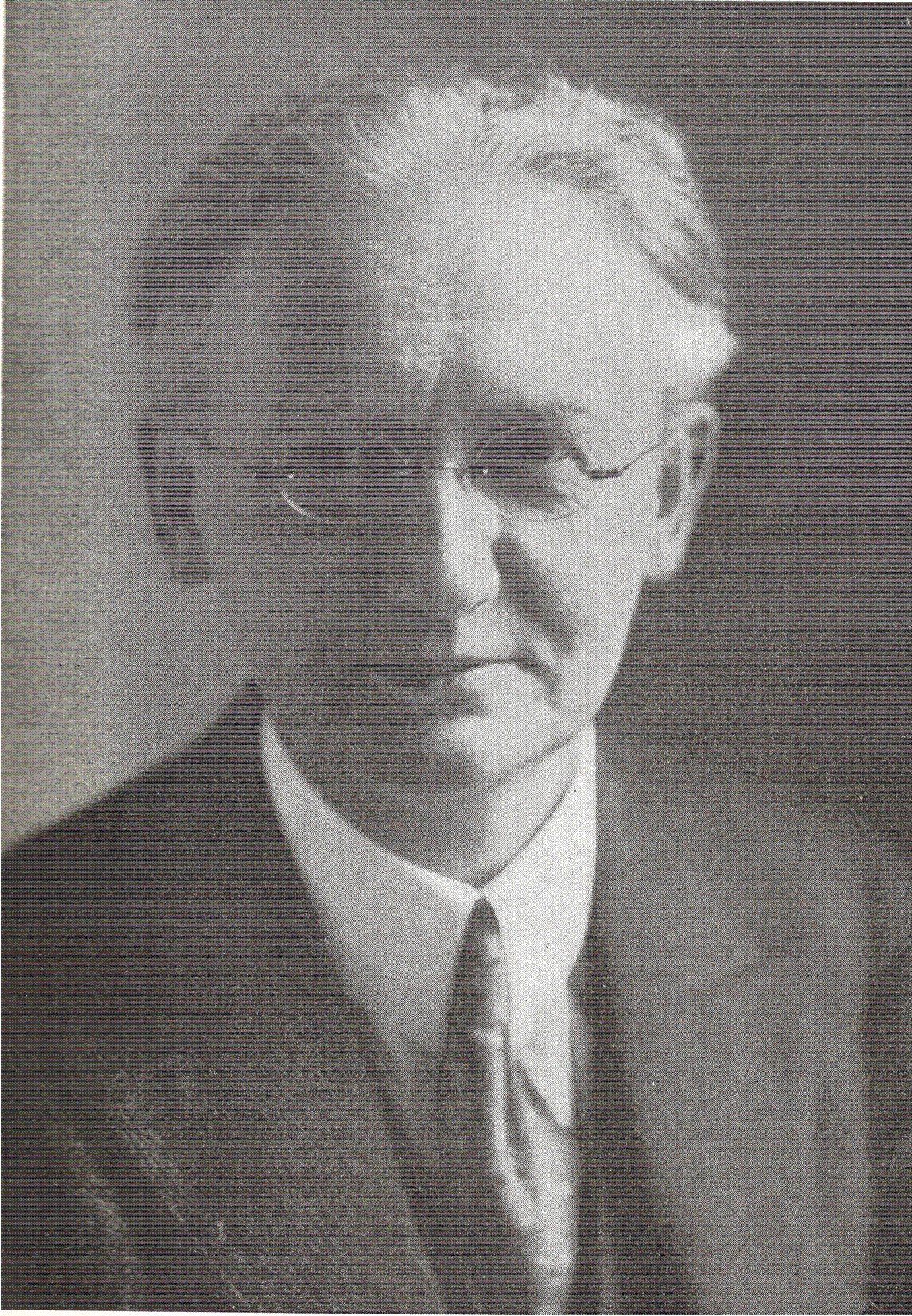
Peder Gram (1881–1956)

Peder Jørgensen Gram (* 25. November 1881 in Kopenhagen; † 4. Februar 1956 in Frederiksberg) war ein dänischer Komponist und Dirigent.
Gram studierte am Leipziger Konservatorium bei Stephan Krehl, Arthur Nikisch und Hans Sitt. Seit 1908 wirkte er als Dirigent in Kopenhagen, von 1918 bis 1932 leitete er die Aufführungen der Dansk Koncertforening. Von 1937 bis 1951 war er Leiter der Musikabteilung von Radio Kopenhagen.
Er komponierte drei Sinfonien, eine sinfonische Fantasie, ein Tongedicht, zwei Ouvertüren, ein Violinkonzert, kammermusikalische Werke, Klavierwerke und Lieder.